# Alzina de l'Espinal
L'Alzina de l'Espinal és un arbre que es troba al Parc de la Serralada Litoral, el qual és així anomenat pels membres de l'ADF que tenen cura de les planes de l'Espinal i que sovint s'aturen a la seua ombra durant l'estiu per fer guàrdia de detecció d'incendis (tot i que, potser, seria més correcte anomenar-la de Can Mates o de Can Forns, ja que és a les terres d'aquestes masies).

## Aspecte general i entorn
Es tracta d'una alzina gairebé tan alta i rodona com la de Sant Mateu, però probablement més jove, ja que el seu tronc no és tan gruixut. Mirant cap a l'est, s'albira la vall d'Argentona, Mataró i la línia costanera. Molt a prop, hi ha el Pi de l'Espinal, la pedra Gravada del Turó dels Castellans i les fonts del Llorer i dels Àlbers d'en Javà.

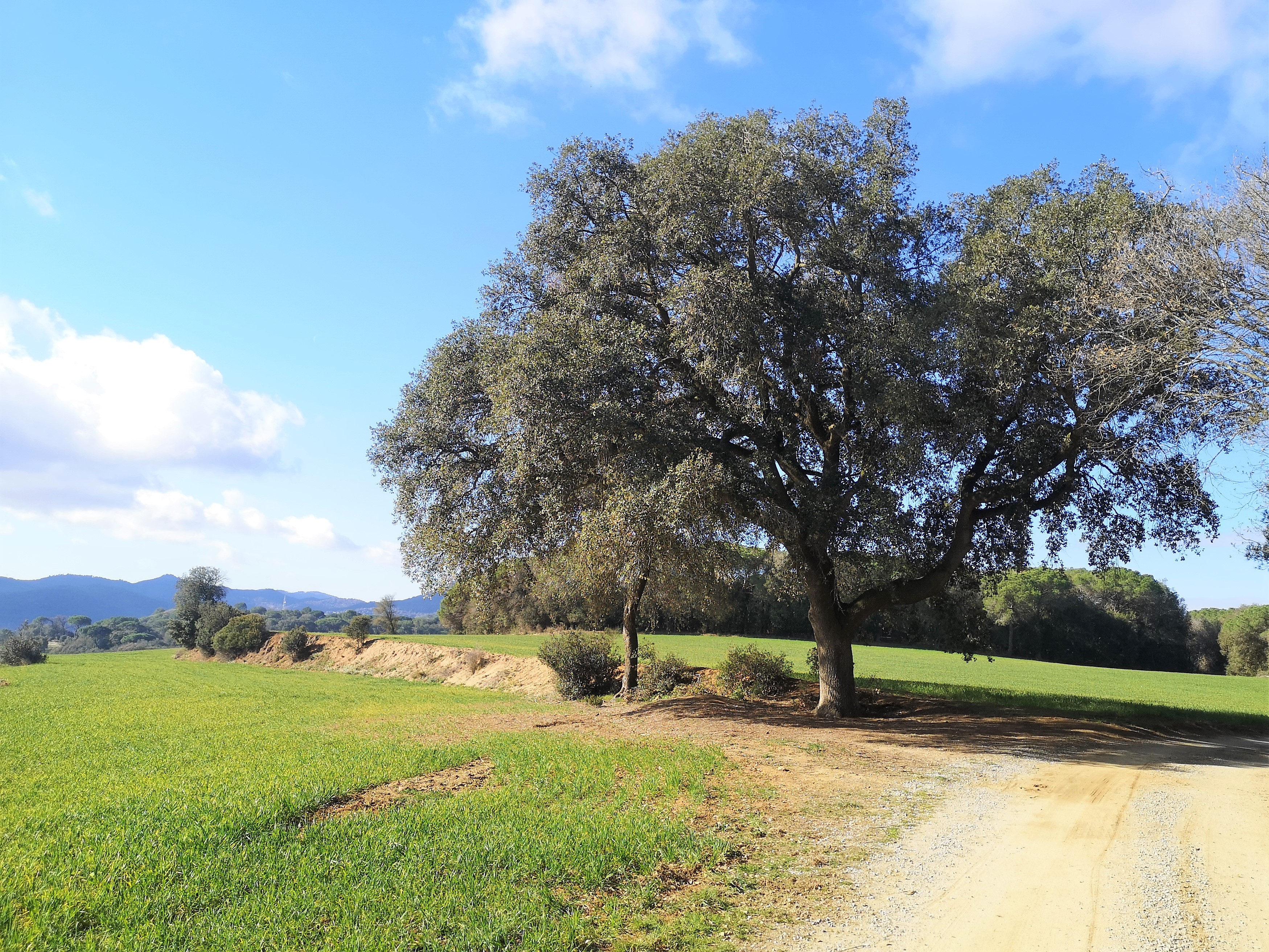
Alzina de l'Espinal

## Localització
És ubicada a Argentona: situats al Pi de Ca l'Espinal continuem 460 metres en direcció a la urbanització Sant Carles, fins a trobar a l'esquerra una pista tancada amb una porta reixada. L'alzina és a 50 metres passada la porta, a l'esquerra del camí. Coordenades: x=447862 y=4604712 z=330.